# Meillard
Meillard ist ein zentralfranzösischer Ort und eine Gemeinde (commune) mit 307 Einwohnern (Stand 1. Januar 2022) im Département Allier im Norden der Region Auvergne-Rhône-Alpes. Die Gemeinde trägt das Label des Conseil national des villes et villages fleuris.

## Lage
Der Ort Meillard liegt in der waldreichen, fruchtbaren und von Hecken (bocages) durchsetzten Landschaft des Bourbonnais in einer Höhe von etwa 350 Metern ü. d. M. Die Stadt Moulins befindet sich ca. 27 Kilometer (Fahrtstrecke) nordöstlich; die Stadt Clermont-Ferrand liegt etwa 85 Kilometer südlich. Zur Gemeinde gehören mehrere Weiler (hameaux) und Einzelgehöfte. Das Gemeindegebiet wird vom Bach Les Bordes durchquert, im Südwesten verläuft der Fluss Douzenan, im Norden der Vezan.

## Bevölkerungsentwicklung
| Jahr                       | 1962 | 1968 | 1975 | 1982 | 1990 | 1999 | 2006 | 2012 | 2019 |
| Einwohner                  | 380  | 342  | 340  | 300  | 280  | 280  | 249  | 299  | 331  |
| Quellen: Cassini und INSEE |      |      |      |      |      |      |      |      |      |

Im 19. Jahrhundert stieg die Zahl der Einwohner von etwa 350 auf zeitweise über 750 Personen an; aufgrund der Reblauskrise im Weinbau und der Mechanisierung der Landwirtschaft sank die Einwohnerzahl der Gemeinde danach kontinuierlich bis auf die Tiefststände der letzten Jahrzehnte ab.

## Wirtschaft
Jahrhundertelang lebten die Einwohner von Meillard als Selbstversorger von der Landwirtschaft, zu der auch der Weinbau gehörte; hinzu kamen regionaler Kleinhandel und Handwerk. Während der Reblauskrise gegen Ende des 19. Jahrhunderts kam der Weinbau zeitweilig völlig zum Erliegen, doch werden mittlerweile wieder Rot-, Rosé- und Weißweine produziert, die über die Appellationen ‚Saint-Pourçain‘ und ‚Val de Loire‘ vermarktet werden. Einige der leerstehenden Häuser des Ortes wurden zu Ferienwohnungen (gîtes) umgebaut.

## Geschichte
Durch das Vorhandensein einer romanischen Kirche ist die mittelalterliche Besiedlung des Ortes nachgewiesen. In der Zeit der Französischen Revolution wurde der bis dato selbständige Ort La Roche eingemeindet.

## Sehenswürdigkeiten

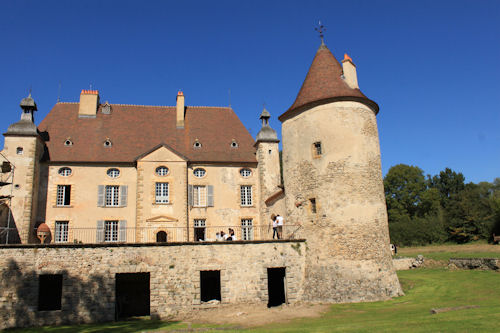
Château des Aix

Siehe auch: Liste der Monuments historiques in Meillard
- Die Pfarrkirche Saint-Martin ist ein kleiner Bau des 12. Jahrhunderts, dessen Ostteile im 15. Jahrhundert in gotischen Stilformen verändert wurden; in dieser Zeit erhielt auch der Vierungsturm seinen steil aufragenden Spitzhelm. Das einschiffige und dreijochige Langhaus ist tonnengewölbt; im Bereich des flachgeschlossenen Chorbereichs finden sich Rippengewölbe. Das Kirchenbauwerk wurde im Jahr 1933 als Monument historique anerkannt.[1]
- Das Château des Aix liegt oberhalb des Flusses Douzenan (46° 22′ 39″ N, 3° 11′ 25″ O). Es ist ein auf nahezu quadratischem Grundriss angelegter Burgenbau des 14. Jahrhunderts, dessen Südseite im 17. Jahrhundert eingerissen wurde, um dem etwa zur selben Zeit errichteten neuen Wohntrakt (corps de logis) mit seinem nach Süden orientierten Eingangsbereich und der dazugehörigen Fensterfront mehr Licht und somit mehr Außenwirkung zu verschaffen. Vom mittelalterlichen Bau blieben lediglich die Eckrundtürme erhalten. Das nach ca. 80 Jahren Leerstand in den 1990er Jahren von einem Privatmann erworbene und restaurierte Schlossbauwerk wurde im Jahr 1989 als Monument historique eingestuft.[2]